# بنما آل براون
بنما آل براون (بالإسبانية: Panamá Al Brown)‏ مواليد 5 يوليو 1902 في بنما - الوفاة 11 أبريل 1951 في نيويورك، كان ملاكم بنمي سابق صنّف ضمن فئة وزن الذبابة.

## إحصائيات
خاض خلال مسيرته 161 نزالا، فاز في 129 وتعادل في 13 وخسر في 19. فاز بالضربة القاضية في 59 نزالا.

## روابط خارجية
- بنما آل براون على موقع بوكس ريك (الإنجليزية) (registration required)